# 異鱗潘納石首魚
異鱗潘納石首魚為輻鰭魚綱鱸形目鱸亞目石首魚科的其中一種，分布印度洋區，包括印度、斯里蘭卡、緬甸、孟加拉等海域，體長可達21.4公分，棲息在沿岸海域。